# Sunired de Tolède
Sunired de Tolède (Sunieredo de Toledo en espagnol) est un archevêque de Tolède du VIIIe siècle.
Successeur de Sindred, partisan du roi wisigoth Rodéric, les dates concernant Sunired sont incertaines. L'archevêque Sindred fuit l'invasion arabo-musulmane après la défaite de Rodéric (711) et la prise de la capitale wisigothique (712). Sunired entra en fonction lors de la domination omeyyade. Selon Ramón Gonzálvez Ruiz, il devint archevêque en 731 et eut très probablement la responsabilité de réorganiser l'Église après la conquête musulmane, et d'adapter le style de vie des chrétiens sous domination islamique.
La date de sa mort n'est pas connue.